# Уильямс, Эндрю
Э́ндрю «Э́нди» Уи́льямс (исп. Andrew "Andy" Williams; родился 23 сентября 1977 года в Торонто, Канада) — ямайский футболист канадского происхождения, полузащитник, известный по выступлениям за «Реал Солт-Лейк» и сборной Ямайки. Участник чемпионата мира 1998 года.

## Клубная карьера
Уильямс родился в Канаде и начал играть в футбол за команду Род-Айлендского университета. Он был лучшим бомбардиром университета за всю его историю забив 52 мяча и отдав 45 голевых передач. В 1997 году он вернулся на историческую родину, где выступал за клубы «Реал Мона» и «Харбор Вью».
В 1998 году перешёл в клуб MLS «Колумбус Крю». В новой команде Эндрю был основным футболистом и принял участие почти во всех матчах команды за два сезона. В 2000 году Уильямс на протяжении сезона защищал цвета «Майами Фьюжн». В 2001 году он перешёл в «Нью-Инглэнд Революшн», где не всегда попадал в стартовый состав. Сезон 2002 года Эндрю провел в «МетроСтарс». В 2003 году Уильямс перешёл в «Чикаго Файр», в составе которого выиграл Кубок Ламара Ханта и MLS Supporters' Shield. В 2005 году Эндрю перешёл в «Реал Солт-Лейк», таким образом став первым футболистом выбранным «Реалом» на Драфте 2004 года и вторым в истории MLS, который сыграл за шесть разных команд. В ноябре 2009 году Эндрю не играл за клуб из-за болезни жены и вернулся только в 2010 году. С «Реал Солт-Лейк» Уильямс выиграл лигу MLS в 2009 году. Контракт с командой закончился у него в 2011 году Эндрю принял участие в Драфте, но ни одна из команд не предложила ему контракт и он принял решение завершить карьеру.

## Международная карьера
В 1996 году Уильямс дебютировал за сборную Ямайки. В 1998 году он сыграл на Золотом кубке КОНКАКАФ, против сборных Сальвадора, Мексики, Бразилии, а в матче против сборной Гватемалы Эндрю забил победный гол. В том же году Эндрю принял участие в Чемпионате мира во Франции. На турнире он принял участие в поединке против сборной Хорватии.
Уильямс ещё трижды участвовал в розыгрыше Золотого кубка КОНКАКАФ 2000, 2003 и 2005 годах, а также в составе национальной команды дважды выигрывал Карибский кубок, в 2005 и 2008 годах.

## Тренерская карьера
С 2014 года работает помощником тренера клуба MLS «Реал Солт-Лейк».

## Личная жизнь
Энди Уильямс родился в Торонто, Канада, но вырос в Кингстоне, Ямайка.  Его отец, Бобби Уильямс также был футболистом и выступал за сборную Ямайки в 1960-х.

## Достижения
Командные
 «Чикаго Файр»
- Обладатель MLS Supporters' Shield — 2003
- Обладатель Кубка Ламара Ханта — 2003

 «Реал Солт-Лейк»
- Кубок MLS — 2009

Международные
 Ямайка
- Карибский кубок — 2005
- Карибский кубок — 2008